# Junkers J 2

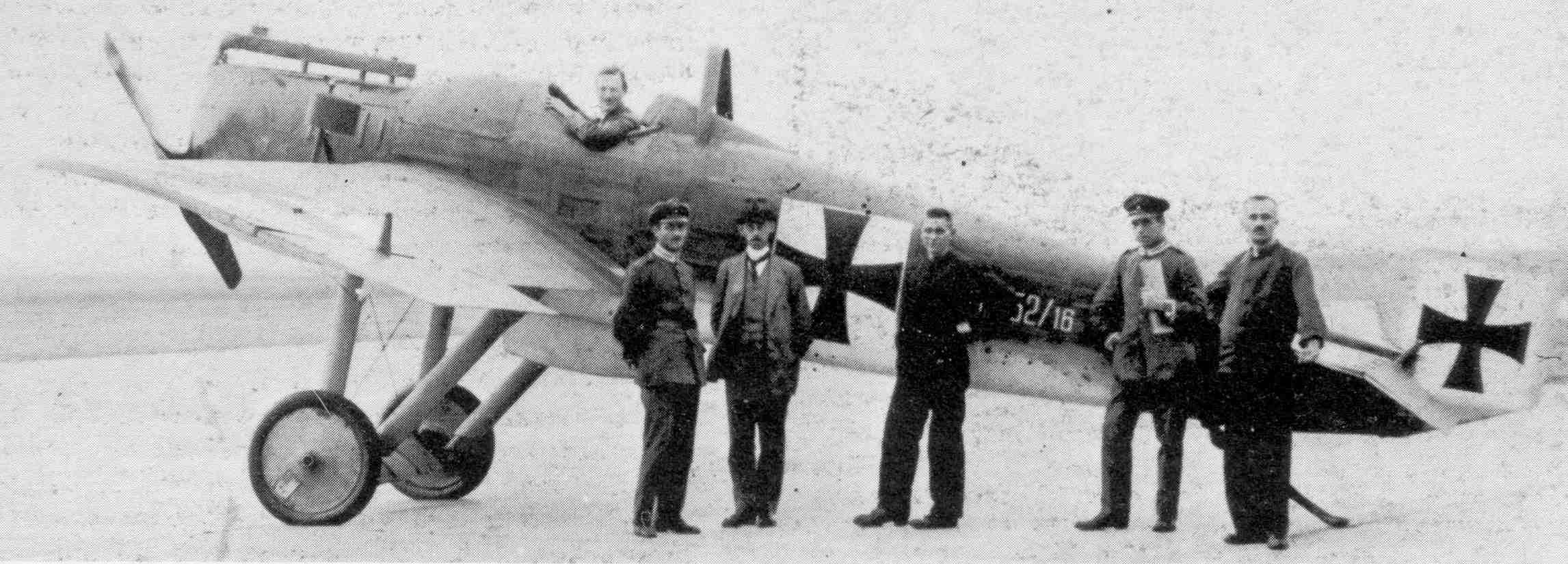
Mẫu thử chế tạo loạt 3 của Junkers J.2, E.252/16

Junkers J 2 là mẫu máy bay tiêm kích của Đức trong thập niên 1910.

## Quốc gia sử dụng
German Empire

## Tính năng kỹ chiến thuật
Đặc điểm tổng quát
- Kíp lái: 1
- Chiều dài: 7.43 m (24 ft 4½ in)
- Sải cánh: 11.70 m (38 ft 4⅔ in)
- Chiều cao: 3.13 m (10 ft 3¼ in)
- Diện tích cánh: 19.00 m2 (204.52 ft2)
- Trọng lượng rỗng: 920 kg (2.028 lb)
- Trọng lượng có tải: 1.165 kg (2.568 lb)
- Powerplant: 1 × Mercedes D.III, 119 kW (160 hp)

Hiệu suất bay
- Vận tốc cực đại: 200 km/h (124 mph)
- Tầm bay: 615 km (382 dặm)
- Trần bay: 4500 m (14.760 ft)

Vũ khí trang bị
- 1 × súng máy lMG 08/15 7,92 mm (.312 in)